# Giunto idraulico
Un giunto idraulico è un giunto che permette di variare la velocità relativa tra motore e cedente. Esso è costituito da tre elementi principali (in aggiunta al liquido idraulico):
- Una pompa centrifuga, solidale all'albero motore, che conferisce al fluido in essa contenuto la spinta necessaria al movimento
- Una turbina, solidale all'albero della parte condotta, che raccoglie il flusso del fluido e ne riceve la spinta
- Un carter che contiene pompa, turbina e fluido idraulico, provvisto di guarnizioni atte ad evitare la fuoriuscita del fluido

Queste parti sono provviste di palettature curve e affacciate tra loro e la camera è riempita con un fluido (solitamente un olio poco viscoso, o comunque un liquido con caratteristiche idonee alla protezione dei materiali dalla corrosione).
La pompa è essenzialmente una camera toroidale dotata di palette disposte radialmente che, ruotando, spinge il fluido verso l'esterno, facendogli assumere un flusso radiale centrifugo. Il fluido giunge quindi alla turbina, le cui camere radiali (concettualmente uguali a quelle della pompa) convertono la direzione del moto in senso centripeto. Una volta ritornato al centro, il fluido è di nuovo espulso dalla turbina completando il ciclo.
La trasmissione del moto non avviene quindi per interposizione meccanica fra i componenti (pompa e turbina non sono infatti in contatto meccanico fra loro), bensì grazie al flusso del fluido idraulico. Ciò consente di evitare l'usura delle parti, al contrario ad esempio di un giunto a frizione.

## Applicazioni
In ambito industriale i giunti idraulici sono utilizzati in molti dispositivi che prevedono organi in rotazione, in particolare si dimostrano efficienti in applicazioni caratterizzate da grandi inerzie all'avvio, in quanto consentono al motore di partire in condizione di carico pressoché assente.
Il convertitore di coppia, evoluzione del giunto idraulico, trova largo impiego nel settore automobilistico come elemento fondamentale per realizzare cambi automatici.

## Costruzione
I giunti idraulici sono relativamente semplici da produrre. I loro elementi costitutivi possono essere realizzati per stampaggio o fusione di alluminio o acciaio.

## Considerazioni progettuali
La capacità di trasmissione di potenza di un determinato giunto idraulico  è fortemente correlata alla velocità della pompa. La capacità di trasmissione della coppia di qualsiasi accoppiamento fluidodinamico può essere descritta dall'espressione {\displaystyle {n}(v^{2})(d^{5})}, dove {\displaystyle n} è la densità del fluido, {\displaystyle v} è la velocità della pompa e {\displaystyle d} è il diametro della pompa. Bisogna però notare che nel caso di applicazioni in cui il carico può variare in misura considerevole, la formula precedente fornisce solo un'approssimazione.
In fase di progettazione è necessario considerare due aspetti:
- Velocità di stallo, definita come la massima velocità a cui la pompa può ruotare quando la turbina è bloccata ed è applicata la massima coppia in ingresso. In condizione di stallo, la potenza del motore è dissipata nel giunto sotto forma di calore, che può portare al danneggiamento dell'organo.
- Dissipazione della potenza: a causa dello slittamento sotto carico, parte della potenza in ingresso viene persa per vincere gli attriti e/o a causa delle turbolenze del fluido e dissipata come calore.